# Shirlene Pearson
Shirlene King Pearson (nacida el 5 de enero de 1972), conocida como Ms. Juicy Baby, Ms. Juicy o simplemente Juicy, es una personalidad de telerrealidad, personalidad de radio, actriz, productora ejecutiva y gestora de talentos estadounidense. Es conocida por sus títulos autoproclamados, «La Reina de Atlanta» o «La Reina de A.T.L.»
Nació en Corsicana, Texas y creció en Atlanta, Georgia.
Es miembro del elenco y productora ejecutiva del reality show de Lifetime Little Women: Atlanta. Pearson ha declarado que espera Little Women: Atlanta «enseñe e informe a la gente sobre quiénes son las personas pequeñas».
Varias imágenes y GIFs de Pearson se han convertido en memes populares en sitios como Twitter y Tumblr.